# Oday Zahran
Oday Zahran (en árabe: عدي سمير زهران‎; Amán, Jordania; 29 de enero de 1991) es un futbolista de Jordania que juega en la posición de lateral derecho con el Al-Faisaly Amman de la Liga Premier de Jordania.

## Carrera

### Club
| Periodo   | Club                 |
| --------- | -------------------- |
| 2009-2016 | Shabab Al-Ordon Club |
| 2016-     | Al-Faisaly Amman     |

### Selección nacional
Jugó para Jordania en 54 ocasiones de 2012 a 2018, participó en los Juegos Asiáticos de 2010 y la Copa Asiática 2015.

## Logros
- Liga Premier de Jordania (4): 2012-13, 2016-17, 2018-19, 2022
- Copa de Jordania (3): 2016-17, 2018-19, 2021
- Copa FA Shield de Jordania (2): 2016, 2022
- Supercopa de Jordania (3): 2013, 2017, 2020